# Salsola genistoides
Salsola genistoides är en amarantväxtart som beskrevs av Antoine Laurent de Jussieu och Jean Louis Marie Poiret. Salsola genistoides ingår i släktet sodaörter, och familjen amarantväxter. Inga underarter finns listade i Catalogue of Life.

## Bildgalleri

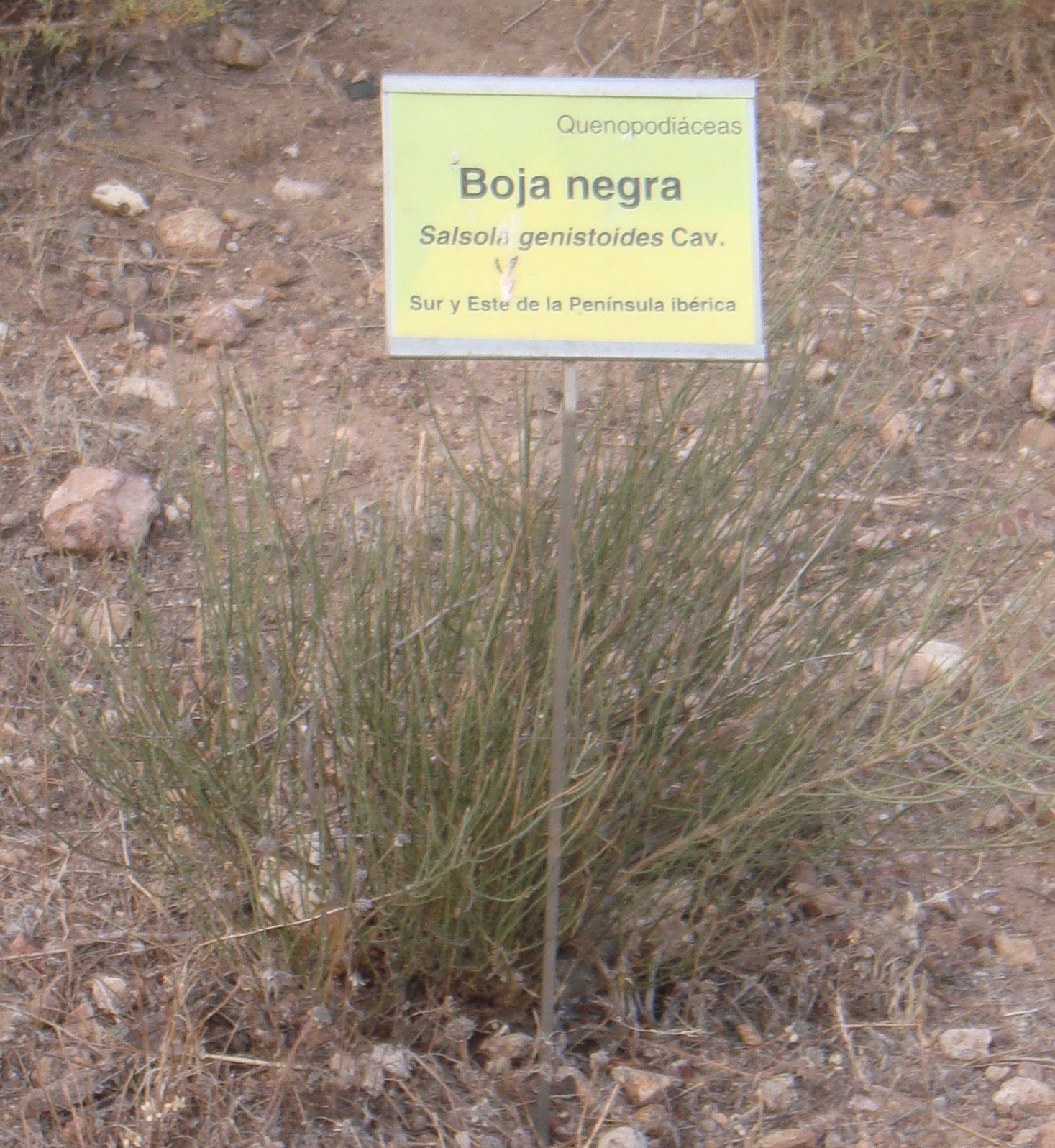